# 右田・小杉・スティルカップリング

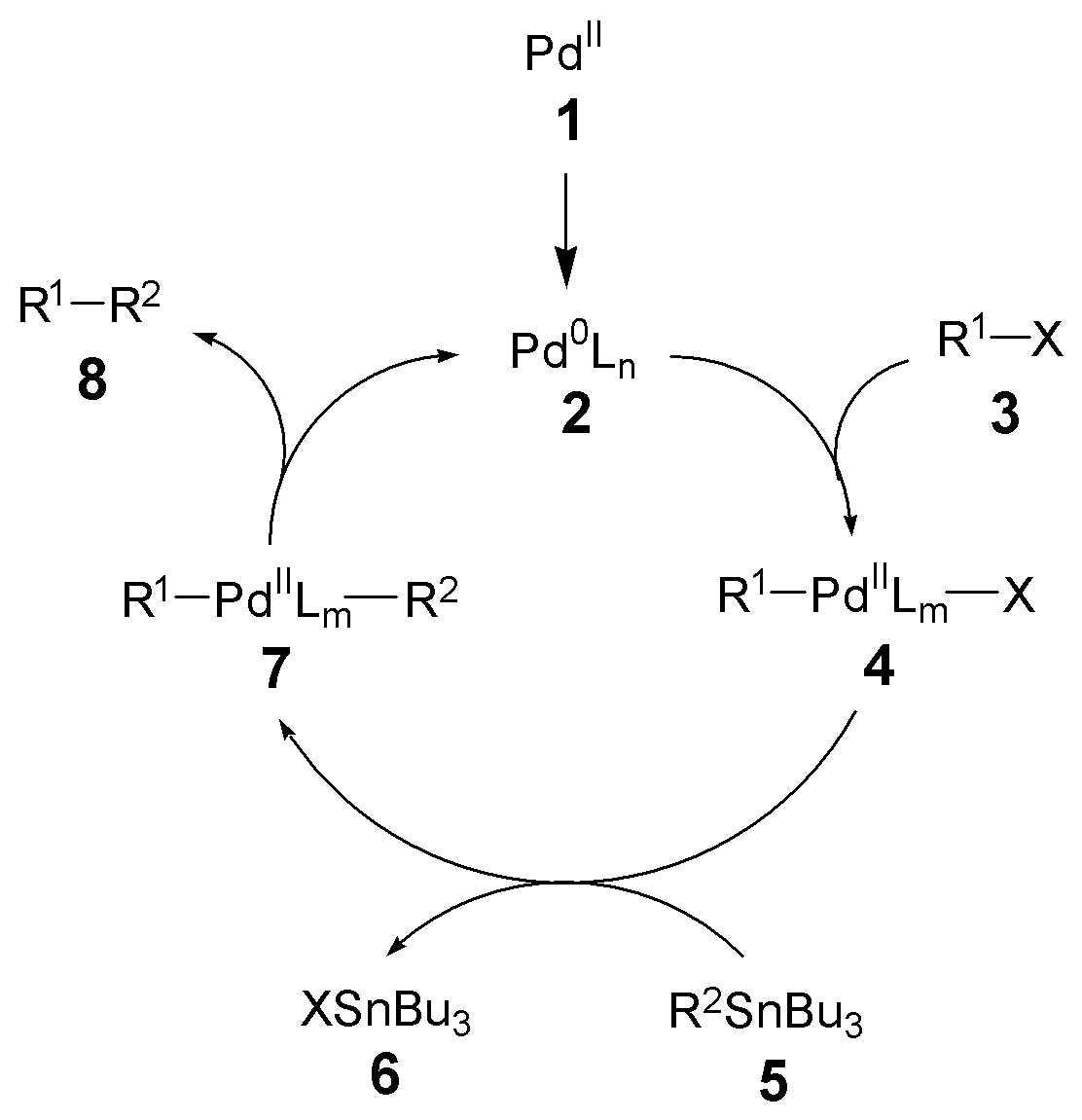
右田・小杉・スティルカップリングの反応機構

右田・小杉・スティルカップリング（みぎた・こすぎ・スティルカップリング、英語: Migita–Kosugi–Stille coupling）は、パラジウム触媒の作用により、有機スズ化合物と有機ハロゲン化物とをクロスカップリングさせて炭素-炭素結合を生成する化学反応のことである。スティルカップリングとも呼ばれる。
{\displaystyle {\ce {{} \atop {R-X}+R'-SnR3->[{\ce {Pd\ catalyst}}]{R-R'}+XSnR3}}}

(R, R' = aryl, alkenyl, alkynyl, etc.,  R”= n-butyl etc.,  X = I, Br, OTf, etc.)
この反応の特長としては、ほぼ中性で進行する、官能基許容性が高い、などの点が挙げられる。トルエン、N-メチルピロリドンなどを溶媒とし、加熱を必要とすることが多い。基質として用いられる有機スズ化合物（R'SnR”3）では、その置換基の種類により反応性が異なり、一般に、アルキニル＞ビニル＞アリール＞アリル～ベンジル＞＞アルキル　の順に、反応性が低下する。そのため、反応させたい置換基（R'）以外は反応性の低いn-ブチル基を持たせた、トリブチルスズ誘導体（R'Sn(C4H9-n)3）が通常用いられる。
右田・小杉・スティルカップリングは、1970年代後半、右田俊彦、小杉正紀らのグループ、ジョン・ケネス・スティルらのグループにより、それぞれ独自に発見された。その後のスティルらによる展開を経て、一般性の高い炭素-炭素結合生成法として広く用いられるようになった。
一般的な反応機構を右図により説明する。有機ハロゲン化物 3 への0価のパラジウム 2 の酸化的付加による有機パラジウム中間体 4 の生成、ハロゲンと有機スズ化合物 5 との配位子交換（見方を変えればトランスメタル化）による 7 への変換、最後に還元的脱離によりクロスカップリング生成物 8 が得られる。この還元的脱離のときに0価のパラジウム 2 が再生し、触媒サイクルが形成される。用いるパラジウム化合物が+2価の場合、 1 は反応初期に0価に還元され 2 の形となった後に触媒としてはたらく。

## 有機スズ化合物について
有機スズ化合物は、スズ－炭素結合の分極がそれほど大きくないため、水や空気などに対して比較的安定である。有機スズ化合物は、対応するグリニャール試薬や有機リチウムなどに、塩化トリブチルスズを作用させるトランスメタル化により調製されることが多い。右田・小杉・スティルカップリングの反応後は、生成物にともない、副生物（R'3SnX）が生じるのだが、R'がn-ブチル基の場合、生成物との分離が困難、かつ悪臭を持つために問題となる。この対処法として、反応後にフッ化物塩の水溶液を加え、不溶性沈殿として分離する手法が広く行われている。